# Operatie Malaya
Operatie Malaya wordt beschouwd als een van de grootste anti-corruptiezaken in Spanje in verband met verduistering van overheidsgeld in de badplaats Marbella (Malaga) en ver daarbuiten.
Deze miljardenzaak kwam aan het licht in maart 2006 en telt zowat honderd verdachten, waarvan in 2014 de helft veroordeeld werd. De zaak heeft vertakkingen in tientallen andere plaatsen in Spanje en ver daarbuiten . 
Tussen de verdachten zitten politici (van de PP, de PSOE en GIL, Grupo Independente Liberal), advocaten, aannemers, ondernemers en ex-burgemeesters. Ze worden beschuldigd van onder meer verduistering, misbruik van publiek geld, witwassen, omkoping, belastingfraude, machtsmisbruik, prijsafspraken en ambtsovertreding.
Deze zaak wordt geleid door rechter Miguel Ángel Torres Segura.

## Oorsprong
De bouwprojecten waren gebaseerd op een bestemmingsplan (PGOU, Plan General de Ordenación Urbana), goedgekeurd in 1998 tijdens een nachtelijke gemeenteraadsvergadering. Enkele jaren later verwierpen de rechtbanken dit als onwettig. Op dat ogenblik waren reeds duizenden illegale woningen gebouwd.
In april 2006 ontbond de Spaanse Socialistische eerste minister Jose Luis Rodriguez Zapatero het stadsbestuur en verving het door een commissie tot aan de verkiezingen in 2007.
Vrijwel alle zaken komen op twee hoofdpunten neer:
- Gemeentebestuurders vragen aan ondernemers geld om versneld bouwvergunningen af te geven;
- Bestemmingsplannen worden ‘herzien’ om woningbouw toe te staan op agrarische- of beschermde grond.

De bevoordeelde bouwer is vaak een familielid of een zakelijke partner of zelfs burgemeester of wethouder.

## Hoofdverdachten
In de lijst van een kleine honderd verdachten zijn de volgende namen de meest bekende:
- Juan Antonio Roca wordt beschouwd als het hoofd van dit corruptienetwerk. Als gemeente-adviseur en gemeenteraadslid voor de onafhankelijke liberale partij GIL had hij zo’n grote vinger in de pap, dat hij ook wel de ‘president van Marbella’ werd genoemd. Hij werd in oktober 2013 schuldig bevonden aan omkoping, fraude en witwassen en moe; hij kreeg 11 jaar celstraf en een boete van 240 miljoen euro.[4]
- Julián Muñoz was tussen 2002 en 2003 burgemeester (GIL) in Marbella, toen hij zich schuldig maakte aan fraude, witwassen, omkoping en ambtsmisdrijven.
- Marisol Yagüe, ex-burgemeester van Marbella (2003-2006, GIL) speelde ook een grote rol in de corruptiezaak onder andere met omkoping, verduistering, fraude en het opjagen van prijzen bij openbare verkopen.
- Isabel García Marcos, voormalig plaatsvervangend (PSOE) burgemeester van Marbella, maakte zich schuldig aan omkoping en het beïnvloeden van de prijs bij openbare verkopen.
- Isabel Pantoja, flamenco-zangeres en ex-vrouw van Muñoz, werd schuldig bevonden aan witwassen.
- Maite Zaldívar, een andere ex van Muñoz, werd ook veroordeeld voor witwassen.
- Eugenio Hidalgo, burgemeester van Andratx, Mallorca, belandde eind 2006 in de cel.
- Jesús Gil y Gil, ex-burgemeester van Marbella, werd verdacht van het achteroverdrukken van 26 miljoen euro aan gemeenschapsgeld. Hij wist zichzelf vrij te kopen met een bedrag van 700.000 euro. Hij overleed in 2004 of 2002 voor de zaak losbarstte.

## Onontwarbare kluwen
Door juridisch getouwtrek zijn er nog maar een handvol gebouwen afgebroken. Vermoedelijk zullen ze uiteindelijk geassimileerd worden, ondanks het feit dat ze buiten het kader van de ruimtelijke ordeningswetten blijven. Hiervoor werkt men aan een nieuwe duurzaamheidswet (LISTA).

## Kunst
In de loop van deze zaak werden zowat 275 schilderijen in beslag genomen, waaronder werken van Joan Miró, Georges Braque, Juan Gris, Salvador Dali en Pablo Picasso.
In oktober 2020 werd in Brussel een schilderij van Joaquín Sorolla y Bastida in beslag genomen door de Spaanse politie. Het betreft het doek 'Voor het stierengevecht' (Antes de la corrida) met een geschatte waarde van 3 miljoen euro.